# 林俐暉
林俐暉（Lin, Li-Hwai），臺灣女性天文學家，專長領域為天文學中的星系演化研究。研究興趣為大尺度環境對於星系演化的影響，包括星系之間的交互作用以及星系團中星系的性質。目前擔任中央研究院天文及天文物理研究所研究員，在2018年獲得中央研究院前瞻計畫，並於2023年獲得第16屆台灣傑出女科學家獎的新秀獎，是第一位獲得台灣傑出女科學家獎的天文學家。

## 生平
林俐暉出生並成長於臺灣臺北，國中因物理成績突出保送至北一女中的數理資優班就讀，大學就讀國立清華大學物理學系。1999年於清大畢業後，推甄至國立臺灣大學物理學研究所攻讀碩士與博士學位。在就讀博士班的期間，林俐暉師從臺大闕志鴻教授，從事宇宙大尺度結構在理論方面的研究。之後獲得臺大與中研院合作的CosPA計畫及國科會千里馬計畫的資助，前往美國加州大學聖塔克魯茲分校加入天文觀測研究，與David Koo教授從事光學觀測分析探究星系的演化。並在2003年以研究題目「高紅移的星系結合率與星系間交互作用的探討」獲得第一屆吳健雄獎學金。
2006年林俐暉於臺大物理學研究所畢業後，先後在臺灣大學和美國加州大學聖塔克魯茲分校擔任博士後研究員。在2007年回臺後，林俐暉在中央研究院天文及天文物理研究所擔任博士後研究員，並於2009年在該單位擔任助理研究員。2016年林俐暉成為中研院天文所的副研究員且獲得終身職，2021年至今為該單位的研究員。與此同時，林俐暉於2020年起擔任台灣物理學會的女性工作委員會（前名物理女性委員會）之委員。

## 學術成就
2014年至2020年林俐暉投身於第四代史隆數位巡天計畫（Sloan Digital Sky Survey IV；簡稱 SDSS-IV）三個子計劃之一的艋舺計畫（Mapping Nearby Galaxies at APO；簡稱 MaNGA），在六年的計畫執行期間，林俐暉團隊一共取得一萬多個鄰近星系的空間解析光譜。艋舺計畫是運用光學集成視場攝譜儀（Integral Field Spectroscopy；簡稱 IFS）進行的觀測計畫，該技術使林俐暉團隊取得星系內部地區的各個光譜，用以分析恆星星族的組成。同時該技術也能得知星系的速度場，以此掌握星系的運動情形。
在艋舺計畫的執行期間，林俐暉團隊獲得阿塔卡瑪大型毫米及次毫米波陣列（The Atacama Large Millimeter/submillimeter Array；簡稱ALMA）的觀測時間，獲取星系之中冷分子氣體的分佈情形。林俐暉團隊透過艋舺計畫的資料發現，每單位面積的恆星形成速率也跟每單位面積的恆星總質量呈現顯著的相關性，稱為空間解析的主序帶（Resolved Star-Forming Main Sequence；簡稱rSFMS）關係。
為了解恆星形成速率與恆星總質量的關係，林俐暉團隊規劃ALMAMaNGA Quenching and Star Formation（簡稱 ALMaQUEST）國際觀測計畫，並由林俐暉擔任計畫主持人。該計畫由近30位國際天文學家組成，研究冷分子氣體質量、恆星形成速率、整體恆星質量的相互關係。林俐暉團隊發現冷分子氣體質量與整體恆星質量呈現正比關係，稱之為分子主序帶（Molecular Gas Main Sequence；簡稱MGMS）關係。
透過ALMaQUEST國際觀測計畫的成果，並結合肯尼克特-施密特定律和空間解析的主序帶關係，林俐暉團隊發現恆星形成速率與整體恆星質量的關係有較大的標準差以及較小的相關係數。並提出恆星形成速率與恆星總質量的正相關性，並非基本的物理性質，是透過恆星形成速率與冷氣體、冷氣體質量與恆星質量的關聯性而來。
林俐暉致力於星系演化與形成、星系交互作用、星系團等天文學領域的研究，於2018年獲選中央研究院前瞻計畫，題目為「運用大型巡天計畫研究星系的形成與演化」。2023年林俐暉獲得第16屆台灣傑出女科學家獎的新秀獎，是第一位獲得台灣傑出女科學家獎的天文學家。在星系研究的主題上，林俐暉在天文物理期刊（The Astrophysical Journal；簡稱ApJ）和皇家天文學會月報（Monthly Notices of the Royal Astronomical Society；簡稱MNRAS）等期刊中總共發表超過一百篇論文。

## 家庭
林俐暉的雙親皆曾於國立師範大學物理學系任教，且林父對天文學懷有興趣，使林俐暉在父親的言傳身教下，從小開始接觸天文領域知識。例如林父會以物理學的角度解釋宇宙天體的運行，使林俐暉的童年浸淫於天文知識。
林俐暉的丈夫同樣任職於中研院天文所，兩人育有一兒一女。林俐暉會帶孩子一同學習網球，同時她的教育理念強調幫助孩子找到學習熱忱，希望讓孩子成長於活潑且多元的環境。

## 軼事
林俐暉就讀碩士班時原先想投入光學的物理研究，但面臨到指導教授準備退休的處境。另尋其他研究領域的過程中，在友人的牽線下使林俐暉參與臺大闕志鴻教授的宇宙學專題討論，對該領域深感興趣，因而投入天文學的研究。
從小喜愛古典詩詞的林俐暉在大四時修完必修課時，選修大量文學院的課程。在進入中研院天文所工作後，也曾至臺大進修推廣學院修習「蘇東坡的藝術人生」課程。林俐暉欣賞的文學家是蘇東坡，在蘇軾的作品中她最喜歡的篇章是《記承天寺夜遊》。
2023年林俐暉獲得第16屆台灣傑出女科學家新秀獎時，提及希望學術界能夠推動多元共融與包容性的精神，讓女性研究員可以無後顧之憂投入科研工作。並且感謝同事的支持，使她得以兼顧家庭和研究工作。同時林俐暉鼓勵有志從事科學的女性學子，除了培養足夠的熱情和興趣，也要保持正向的態度。